# Kjell Carlström
Kjell Carlström (Porvoo, 18 oktober 1976) is een voormalig Fins wielrenner.

## Carrière
Kjell Carlström werd beroepswielrenner in 2002 bij Amore E Vita, waar hij drie jaar reed. Hij won in zijn derde profjaar verrassend een etappe en het eindklassement in de Uniqa Classic. Het leverde hem voor het volgende jaar een contract bij het ProTour-team Liquigas op. Carlström won dat jaar opnieuw een etappe in de Uniqa Classic en debuteerde in de Ronde van Frankrijk, waar hij na Joona Laukka de tweede startende Fin ooit was.

## Belangrijkste overwinningen
1999
- Eindklassement Ronde van Servië

2003
- 2e etappe Saaremaa Velotour
- Eindklassement Saaremaa Velotour
- 7e etappe Tour of Queensland

2004
- Fins kampioen op de weg, Elite
- 2e etappe Uniqa Classic
- Eindklassement Uniqa Classic

2005
- 3e etappe Uniqa Classic

2008
- 3e etappe Parijs-Nice

2009
- Fins kampioen op de weg, Elite

2011
- Fins kampioen op de weg, Elite

## Resultaten in voornaamste wedstrijden
| Jaar | Ronde van Italië | Ronde van Frankrijk | Ronde van Spanje |
| ---- | ---------------- | ------------------- | ---------------- |
| 2005 |                  | 141e                |                  |
| 2006 |                  | 131e                | 120e             |
| 2007 |                  | 76e                 |                  |
| 2008 | 123e             |                     |                  |
| 2009 | 62e              |                     | 91e              |
| 2010 |                  |                     | opgave           |
| 2011 | 133e             |                     |                  |

| Jaar | Milaan-San Remo | Amstel Gold Race | Luik-Bast.‑Luik | Ronde van Lombardije |  | WK op de weg |  | Wereldranglijsten |
| ---- | --------------- | ---------------- | --------------- | -------------------- |  | ------------ |  | ----------------- |
| 2005 |                 | 93e              | 78e             |                      |  |              |  |                   |
| 2006 |                 | 50e              |                 |                      |  | 83e          |  | 161e (UPT)        |
| 2007 |                 | 101e             | 93e             |                      |  |              |  |                   |
| 2008 | 95e             | 16e              | 126e            | 64e                  |  | 61e          |  | 63e (UPT)         |
| 2009 |                 |                  |                 |                      |  |              |  |                   |
| 2010 |                 | 52e              | 109e            |                      |  |              |  |                   |
| 2011 |                 | 75e              |                 |                      |  |              |  |                   |

## Ploegen
- 2002 - Amore & Vita-Beretta
- 2003 - Amore & Vita-Beretta
- 2004 - Amore & Vita-Beretta
- 2005 - Liquigas-Bianchi
- 2006 - Liquigas
- 2007 - Liquigas
- 2008 - Liquigas
- 2009 - Liquigas
- 2010 - Team Sky

Albasini ·
Andriotto · 
Bäckstedt · 
Calcagni ·
Carlström · 
Cioni ·
Cipollini (tot 30/04) ·
Colli ·
Di Luca ·
Garzelli ·
Gasparotto ·
Gerosa ·  
Ljungqvist ·
Loda · 
Mason · 
Miholjević ·
Milesi ·
Miorin ·  
Mugerli ·
Noè ·
Pagliarini ·
Pellizotti ·
Righetto ·
Sironi ·
Wegelius ·
Zanotti ·
Capecchi (stagiair) ·
Da Dalto (stagiair) ·
Di Lorenzo (stagiair)
Albasini ·
Andriotto · 
Bäckstedt · 
Calcagni ·
Capecchi ·
Carlström · 
Cioni ·
Colli ·
Curtolo ·
Da Dalto ·
Di Luca ·
Failli ·
Garzelli ·
Gasparotto ·
Kreuziger ·  
Loda · 
Miholjević ·
Milesi ·
Mugerli ·
Nibali ·  
Noè ·
Paolini ·
Pellizotti ·
Quinziato ·
Righetto ·
Spezialetti ·
Wegelius ·
Zanini ·
Basso (stagiair) ·
Fornasier (stagiair) 
Albasini ·
Bäckstedt · 
Beltrán · 
Bertagnolli ·
Bodnar ·
Calcagni ·
Capecchi ·
Carlström · 
Cataldo ·
Chicchi ·
Da Dalto ·
Di Luca ·
Failli ·
Fischer ·
Gasparotto ·
Kreuziger ·  
Koetsjynski · 
Miholjević (tot 15/08) ·
Mugerli ·
Nibali ·  
Noè ·
Paolini ·
Pellizotti ·
Petito ·
Pozzato ·
Quinziato ·
Spezialetti ·
Trenti ·
Vanotti ·
Wegelius ·
Willems
Agnoli ·
Albasini ·
Basso · 
Beltrán (tot 30/09) · 
Bennati ·
Bertagnolli ·
Bodnar ·
Carlström · 
Cataldo ·
Chicchi ·
Corioni ·
Curtolo ·
Da Dalto ·
Fischer ·
Franzoi ·
Kreuziger ·  
Koetsjynski · 
Miholjević ·
Mugerli ·
Nibali ·  
Noè ·
Pellizotti ·
Petito (tot 15/04) ·
Pozzato ·
Quinziato ·
Santaromita ·
Štangelj ·
Trenti ·
Vanotti ·
Wegelius ·
Willems ·
Da Ros (stagiair) ·
Guarnieri (stagiair)
Agnoli ·
Basso · 
Bennati ·
Bodnar ·
Carlström · 
Chicchi ·
Corioni ·
Da Ros (tot 31/03) ·
Fischer ·
Franzoi ·
Guarnieri ·
Kreuziger ·  
Koetsjynski · 
Miholjević ·
Nibali ·  
Noè (tot 30/04) ·
Oss ·
Pellizotti ·
Quinziato ·
Sabatini ·
Santaromita ·
Štangelj ·
Szmyd ·
Vandborg ·
Vanotti ·
Willems ·
Zaugg ·
Benedetti (stagiair) · 
Paterski (stagiair)
Arvesen ·
Augustyn ·
Barry ·
Boasson Hagen ·
Calzati ·
Carlström ·
Cioni ·
Cummings · 
Downing ·
Flecha ·
Froome ·
Gerrans ·
Hayman ·
Henderson ·
Kennaugh ·
Löfkvist ·
Nordhaug ·
Pauwels ·
Portal ·
Possoni ·
Stannard ·
Sutton ·
Swift ·
Thomas ·
Viganò ·
Wiggins
Appollonio ·
Arvesen ·
Augustyn ·
Barry ·
Boasson Hagen ·
Carlström ·
Cioni ·
Cummings · 
Downing ·
Dowsett ·
Flecha ·
Froome ·
Gerrans ·
Hayman ·
Henderson ·
Hunt ·
Kennaugh ·
Knees ·
Löfkvist ·
Nordhaug ·
Pauwels ·
Possoni ·
Rogers ·
Stannard ·
Sutton ·
Swift ·
Thomas ·
Urán ·
Wiggins ·
Zandio ·
Puccio (stagiair)